# Medardo de Jesús Henao del Río
Medardo de Jesús Henao del Río MXY (* 8. Juni 1967 in Liborina, Departamento de Antioquia, Kolumbien) ist Apostolischer Vikar von Mitú.

## Leben
Medardo de Jesús Henao del Río trat der Ordensgemeinschaft der Misioneros Javerianos de Yarumal bei und legte am 3. Dezember 1994 die ewige Profess ab. Er empfing am 4. Dezember 1999 durch den Erzbischof von Medellín, Alberto Giraldo Jaramillo PSS, das Sakrament der Priesterweihe.
Am 23. November 2013 ernannte ihn Papst Franziskus zum Titularbischof von Casae Medianae und bestellte ihn zum Apostolischen Vikar von Mitú. Der Apostolische Nuntius in Kolumbien, Erzbischof Ettore Balestrero, spendete ihm sowie auch Carlos Alberto Correa Martínez und Joselito Carreño Quiñonez MXY am 15. Februar 2014 die Bischofsweihe; Mitkonsekratoren waren der emeritierte Apostolische Vikar von Inírida, Antonio Bayter Abud MXY, und der Bischof von Sonsón-Rionegro, Fidel León Cadavid Marín. Die Amtseinführung fand am 16. März 2014 statt.